# Airbus A320NEO
Airbus A320NEO (NEO – New Engine Option - opcija novih motorjev) je družina reaktivnih potniških letal, ki jo trenutno razvija Airbus in bo naslednik trenutne generacije letal A320. Novo letalo bo obdržalo trup in krila sedanjih letal, motorje pa bodo zamenjali približno 15% bolj ekonomični CFM International LEAP (naslednik motorja CFM56) ali pa PW1000G (turboventilatorski z reduktorjem). A320 bo imel tudi nove zavihane konce kril "Sharklete", ki bodo zamenjali trenutne "wingtip fences". Letalo bo imelo tudi manjše izboljšave v aerodinamiki in malce manjšo prazno težo. Povečali bodo prostore za prtljago in izboljšali sistem dobave zraka. NEO, prav tako kot konkurent Boeing 737 MAX, ne bosta uporabljala kompozitnih materialov, za razliko od velikih  Airbus A350 in Boeing 787.
Airbus je z A320E (Enhanced - izboljšan) začel leta 2006, ki je potem postal NEO. . NEO je v približno dveh letih zbral več kot 2000 naročil, kar je rekord za potniška letala. Boeing je odgovoril z 737 MAX, ki je prav tako v bistvu samo nadgraditev z novimi motorji in Wingleti. Se pa tudi MAX dobro prodaja, za razliko od na novo načrtovanih in bolj kompozitnih Irkut MS-21, Bombardier CSeries in kitajskega COMAC-a C919. Vsi trije skupaj še niso zbrali tisoč naročil skupaj. Boeing 737 MAX ne bo imel opcije dveh motorjev, edina opcija bo CFM International LEAP,  PW1000G je namreč prevelik za nižje podvozje 737.

## Tehnične specifikacije
Specifikacije so preliminarne.
|                             | A319NEO                                                                     | A320NEO                                                                     | A321NEO                                                                     |
| --------------------------- | --------------------------------------------------------------------------- | --------------------------------------------------------------------------- | --------------------------------------------------------------------------- |
| Posadka                     | 2                                                                           | 2                                                                           | 2                                                                           |
| Kapaciteta sedežev          | 156 (1-razred, maks) 134 (1-razred, tipično) 124 (2-razreda, tipično)       | 180 (1-razred, maks) 164 (1-razred, tipično) 150 (2-razreda, tipično)       | 236 (1-razred, maks) 199 (1-razred, tipično) 185 (2-razreda, tipično)       |
| Potovalna hitrost           | Mach 0,78 (828 km/h/511 mph na 11 000 m/36 000 ft)                          | Mach 0,78 (828 km/h/511 mph na 11 000 m/36 000 ft)                          | Mach 0,78 (828 km/h/511 mph na 11 000 m/36 000 ft)                          |
| Maks. hitrost               | Mach 0,82 (871 km/h/537 mph na 11 000 m/36 000 ft)                          | Mach 0,82 (871 km/h/537 mph na 11 000 m/36 000 ft)                          | Mach 0,82 (871 km/h/537 mph na 11 000 m/36 000 ft)                          |
| Dolet (polno naložen)       | 4.200 nmi (7.800 km; 4.800 mi)                                              | 3.700 nmi (6.900 km; 4.300 mi)                                              | 3.650 nmi (6.760 km; 4.200 mi)                                              |
| Motorji (×2)                | CFM International LEAP ali Pratt & Whitney PW1000G                          | CFM International LEAP ali Pratt & Whitney PW1000G                          | CFM International LEAP ali Pratt & Whitney PW1000G                          |
| Premer ventilatorja motorja | PW: 81 in (2,1 m), LEAP-1A: 78 in (2,0 m)                                   | PW: 81 in (2,1 m), LEAP-1A: 78 in (2,0 m)                                   | PW: 81 in (2,1 m), LEAP-1A: 78 in (2,0 m)                                   |
| Potisk motorja              | PW: 24.000–33.000 lbf (110–150 kN), LEAP-1A: 24.500–32.900 lbf (109–146 kN) | PW: 24.000–33.000 lbf (110–150 kN), LEAP-1A: 24.500–32.900 lbf (109–146 kN) | PW: 24.000–33.000 lbf (110–150 kN), LEAP-1A: 24.500–32.900 lbf (109–146 kN) |

Viri: Airbus, Airliners.net, Flightglobal.com, Pratt & Whitney, CFM International.